# Campaea viridoperlata
Campaea viridoperlata är en fjärilsart som beskrevs av Alpheus Spring Packard 1874. Campaea viridoperlata ingår i släktet Campaea och familjen mätare. Inga underarter finns listade i Catalogue of Life.